# 霍赫海德山
47°28′12″N 14°23′57″E / 47.469886°N 14.399131°E

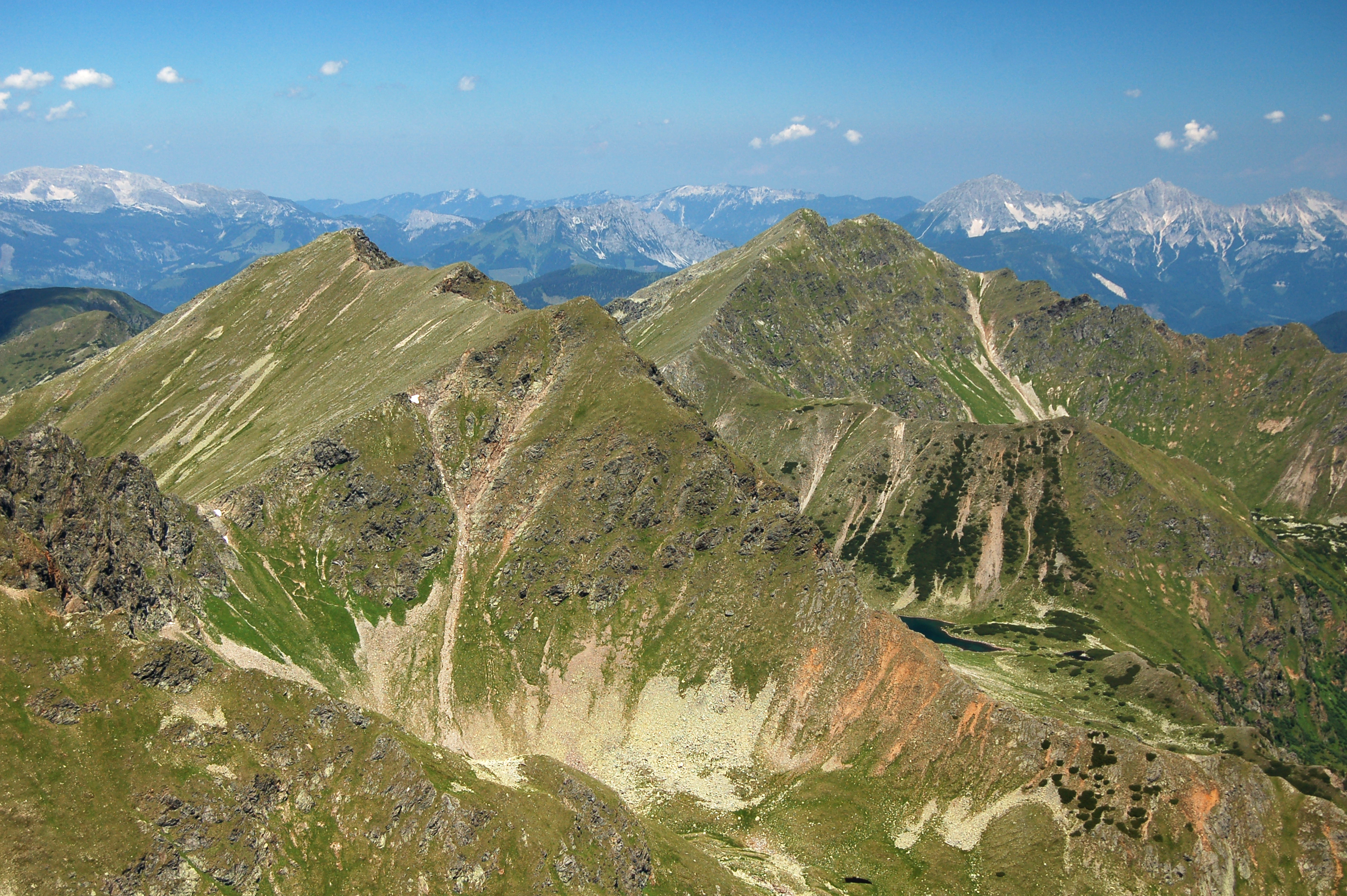

霍赫海德山（德語：Hochhaide），是奧地利的山峰，位於該國東南部，由施泰爾馬克州負責管轄，屬於羅滕曼及韋爾茨陶恩山脈的一部分，海拔高度2,363米，每年平均降雨量1,759毫米。